# Bajala
Bajala is een census town in het district Dakshina Kannada van de Indiase staat Karnataka. 

## Demografie
Volgens de Indiase volkstelling van 2001 wonen er 9960 mensen in Bajala, waarvan 49% mannelijk en 51% vrouwelijk is. De plaats heeft een alfabetiseringsgraad van 76%. 